# 1761
Il 1761 (MDCCLXI in numeri romani) è un anno  del XVIII secolo.

## Eventi
- 16 gennaio: l'esercito britannico conquista il territorio di Pondicherry in India strappandolo ai francesi.
- 15-16 luglio: Battaglia di Vellinghausen - La battaglia vide affrontarsi un'armata congiunta di truppe del Regno di Gran Bretagna, dell'Elettorato di Hannover, del Regno di Prussia e di altri Stati tedeschi minori, e un'armata del Regno di Francia. Vittoria anglo-tedesca.
- Viene fondata Villarosa, Comune siciliano in Provincia di Enna.
- Johann Heinrich Lambert dimostra che {\displaystyle \pi } è un numero irrazionale.

## Nati

### Gennaio
- 6 gennaio - Baldassarre Audiberti, religioso francese († 1852)
- 8 gennaio - Immanuel Gottlieb Huschke, filologo classico tedesco († 1828)
- 10 gennaio - Stanisław Mokronowski, generale polacco († 1821)
- 11 gennaio - Francesco Saverio Fabri, architetto italiano († 1817)
- 13 gennaio - Luigi Travelli, presbitero e poeta italiano († 1836)
- 15 gennaio - Michele Buniva, medico, veterinario e patriota italiano († 1834)
- 18 gennaio - Christoph Gottfried Bardili, filosofo tedesco († 1808)
- 19 gennaio - Saverio Morelli, avvocato italiano († 1829)
- 19 gennaio - Alphons Gabriel von Porcia, nobile, politico e poeta austriaco († 1835)
- 20 gennaio - Lothar Anselm von Gebsattel, arcivescovo cattolico, teologo e nobile tedesco († 1846)
- 20 gennaio - Giovanni Domenico Perotti, compositore italiano († 1824)
- 22 gennaio - Henry Agar-Ellis, II visconte Clifden, politico irlandese († 1836)
- 22 gennaio - Georg Nikolaus Nissen, diplomatico e scrittore danese († 1826)
- 23 gennaio - Friedrich von Matthisson, poeta tedesco († 1831)
- 24 gennaio - Johann Christian Reinhart, pittore, incisore e illustratore tedesco († 1847)
- 27 gennaio - Charles-Alexandre Léon Durand Linois, ammiraglio francese († 1848)
- 28 gennaio - Marguerite Gérard, pittrice francese († 1837)
- 28 gennaio - Johann Jakob Hartenkeil, medico e chirurgo tedesco († 1808)
- 29 gennaio - Albert Gallatin, politico e diplomatico statunitense († 1849)
- 30 gennaio - George Murray, vescovo anglicano britannico († 1803)
- 30 gennaio - Antonio Vassalli Eandi, abate, fisico e matematico italiano († 1825)
- 31 gennaio - Wilson Cary Nicholas, politico statunitense († 1820)

### Febbraio
- 1º febbraio - Christian Hendrik Persoon, botanico e micologo sudafricano († 1836)
- 2 febbraio - Aylmer Bourke Lambert, botanico britannico († 1842)
- 3 febbraio - Dorotea di Medem, nobile († 1821)
- 3 febbraio - Biagio Martini, pittore italiano († 1840)
- 4 febbraio - Giorgio I di Sassonia-Meiningen, duca tedesco († 1803)
- 4 febbraio - Blasius Merrem, naturalista tedesco († 1824)
- 6 febbraio - Kaspar Maria von Sternberg, geologo, botanico e teologo ceco († 1838)
- 8 febbraio - Carlo Maria Lenzi, vescovo cattolico italiano († 1825)
- 13 febbraio - Pierre-Louis Dupas, generale francese († 1823)
- 14 febbraio - Luigi Valentino Brugnatelli, farmacista, chimico e fisico italiano († 1818)
- 15 febbraio - Luisa d'Assia-Darmstadt, nobile († 1829)
- 16 febbraio - Jean-Charles Pichegru, generale e politico francese († 1804)
- 28 febbraio - Pierre Marie Auguste Broussonet, medico e naturalista francese († 1807)

### Marzo
- 1º marzo - Daniele Francesconi, archeologo, storico e bibliotecario italiano († 1835)
- 1º marzo - Albert de Thurah, militare e marinaio danese († 1801)
- 6 marzo - Jean-Baptiste de Latil, cardinale e arcivescovo cattolico francese († 1839)
- 8 marzo - Jan Potocki, scrittore polacco († 1815)
- 13 marzo - Pedro Díaz de Valdés, funzionario e avvocato spagnolo († 1826)
- 20 marzo - George Tierney, politico britannico († 1830)
- 21 marzo - Giuseppe Sigismondo Ala Ponzone, collezionista d'arte e botanico italiano († 1842)
- 21 marzo - Prospero Mallerini, pittore italiano († 1838)
- 23 marzo - Jan Willem de Winter, ammiraglio olandese († 1812)
- 24 marzo - Charles Abbot, entomologo e botanico britannico († 1817)

### Aprile
- 2 aprile - Elizabeth Whitlock, attrice teatrale inglese († 1836)
- 3 aprile - George Douglas, XVI conte di Morton, nobile scozzese († 1827)
- 5 aprile - Sybil Ludington, patriota statunitense († 1839)
- 6 aprile - Friedrich Lothar von Stadion, politico, diplomatico e religioso tedesco († 1811)
- 8 aprile - Guillaume-Joseph Chaminade, presbitero francese († 1850)
- 10 aprile - Jacques-Edme Dumont, scultore francese († 1844)
- 16 aprile - Vincenzo Cardile, presbitero, poeta e letterato italiano († 1837)
- 19 aprile - Carlo Pascale D'Illonza, pittore italiano († 1824)
- 21 aprile - Şah Sultan, principessa ottomana († 1803)
- 23 aprile - Nicolas Marie Songis des Courbons, militare francese († 1810)
- 26 aprile - Giuseppe Maria Gabriele Galateri di Genola, militare italiano († 1844)
- 27 aprile - Ignazio Michele IV Daher, patriarca cattolico ottomano († 1822)
- 28 aprile - Marie Harel, inventrice francese († 1844)
- 28 aprile - Jacques Villeré, politico statunitense († 1830)
- 29 aprile - Giorgio Andrea Agnès des Geneys, ammiraglio e generale italiano († 1839)
- 29 aprile - Jean-Baptiste Perrée, ammiraglio francese († 1800)

### Maggio
- 2 maggio - Richard Anthony Salisbury, botanico inglese († 1829)
- 3 maggio - August von Kotzebue, scrittore e drammaturgo tedesco († 1819)
- 14 maggio - Samuel Dexter, politico statunitense († 1816)
- 14 maggio - Adelaide Filleul, nobildonna e scrittrice francese († 1836)
- 16 maggio - John Opie, pittore inglese († 1807)
- 24 maggio - Wilhelm Lothar Maria von Kerpen, generale austriaco († 1823)
- 28 maggio - Maria-Thaddeus von Trauttmansdorf Wiensberg, cardinale e arcivescovo cattolico austriaco († 1819)

### Giugno
- 3 giugno - Gregorio Mattei, giornalista e politico italiano († 1799)
- 3 giugno - Henry Shrapnel, inventore e generale britannico († 1842)
- 4 giugno - Jean-Baptiste-Marie David, vescovo cattolico francese († 1841)
- 7 giugno - John Rennie il Vecchio, ingegnere scozzese († 1821)
- 8 giugno - Louis-Robert Goust, architetto francese († 1838)
- 8 giugno - Giuliana d'Assia-Philippsthal, contessa († 1799)
- 13 giugno - Antonín Vranický, compositore austriaco († 1820)
- 14 giugno - Antonio Adamucci, medico italiano
- 16 giugno - Henrietta Spencer, nobildonna inglese († 1821)
- 16 giugno - Isabella Teotochi Albrizzi, letterata, biografa e saggista italiana († 1836)
- 18 giugno - Denis Decrès, ammiraglio francese († 1820)
- 20 giugno - Gaspare Capparoni, scultore e incisore italiano († 1808)
- 20 giugno - Jacob Hübner, entomologo tedesco († 1826)
- 21 giugno - Karl Lichnowsky, principe e compositore austriaco († 1814)
- 25 giugno - Jacques Claude Beugnot, politico francese († 1835)
- 28 giugno - George Gordon, IX marchese di Huntly, nobile scozzese († 1853)

### Luglio
- 5 luglio - Louis-Léopold Boilly, pittore francese († 1845)
- 14 luglio - Jean-Henri-Ferdinand La Martelière, drammaturgo e scrittore francese († 1830)
- 16 luglio - Olimpia Frangipane, nobile italiana († 1830)
- 22 luglio - Girolamo Serra, politico e storico italiano († 1837)
- 23 luglio - Andrea Vitaliani, patriota, rivoluzionario e orologiaio italiano († 1799)
- 23 luglio - Rudolf von Wrbna und Freudenthal, politico e mineralogista austriaco († 1823)
- 30 luglio - Henry FitzGerald, politico irlandese († 1829)
- 31 luglio - Bertrand Pelletier, farmacista e chimico francese († 1797)

### Agosto
- 4 agosto - Luigi Giuntini, medico italiano († 1824)
- 6 agosto - Jakob Sigismund Beck, filosofo tedesco († 1840)
- 16 agosto - Evstignej Ipat'evič Fomin, compositore russo († 1800)
- 17 agosto - William Carey, missionario e presbitero irlandese († 1834)
- 17 agosto - Giovanni Battista Rampoldi, islamista, pedagogista e geografo italiano († 1836)
- 18 agosto - Pierre Daunou, politico, storico e archivista francese († 1840)
- 18 agosto - Faustino Trebbi, pittore e architetto italiano († 1836)
- 19 agosto - Andrejan Dmitrievič Zacharov, architetto russo († 1811)
- 20 agosto - Giuseppe di Braganza, principe portoghese († 1788)
- 23 agosto - Gottlob Ernst Schulze, filosofo tedesco († 1833)
- 26 agosto - Aron Fernando, saggista e traduttore italiano († 1828)
- 26 agosto - Filippo Rega, incisore e medaglista italiano († 1833)

### Settembre
- 1º settembre - Heinrich Paulus, teologo tedesco († 1851)
- 1º settembre - Nicole d'Oliva,  francese († 1789)
- 3 settembre - François Hanriot, generale e rivoluzionario francese († 1794)
- 11 settembre - Antoni Protazy Potocki, imprenditore, banchiere e nobile polacco († 1801)
- 11 settembre - José Agostinho de Macedo, scrittore e poeta portoghese († 1831)
- 17 settembre - Anthony Ashley-Cooper, V conte di Shaftesbury, nobile britannico († 1811)
- 17 settembre - Alexandre Gonsse de Rougeville, militare francese († 1814)
- 17 settembre - Jean-Baptiste Bernard de Vaublanc, militare francese († 1812)
- 18 settembre - François Just Marie Raynouard, tragediografo, avvocato e filologo francese († 1836)
- 20 settembre - Pierre-René Choudieu, politico, generale e rivoluzionario francese († 1838)
- 20 settembre - Eustachio Degola, scrittore, presbitero e teologo italiano († 1826)
- 20 settembre - Bartolomeo Ravenna, scrittore e storico italiano († 1837)
- 24 settembre - Friedrich Ludwig Æmilius Kunzen, compositore e direttore d'orchestra tedesco († 1817)
- 25 settembre - Ottavio Mormile, nobile, politico e diplomatico italiano († 1836)
- 27 settembre - Karl Gustav von Baggovut, generale russo († 1812)
- 27 settembre - Giorgio Giovanni Zuccato, generale italiano († 1810)

### Ottobre
- 2 ottobre - Pedro Caro, generale spagnolo († 1811)
- 2 ottobre - Charles Nerinckx, prete e missionario belga († 1824)
- 3 ottobre - Antonio Cocconcelli, ingegnere italiano († 1846)
- 4 ottobre - Moses Austin, imprenditore statunitense († 1821)
- 14 ottobre - Friederich Münter, vescovo luterano, archeologo e filologo tedesco († 1830)
- 18 ottobre - Franz Seraph von Orsini-Rosenberg, generale austriaco († 1832)
- 21 ottobre - Louis Albert Bacler d'Albe, generale, cartografo e pittore francese († 1824)
- 22 ottobre - Antoine Barnave, politico e oratore francese († 1793)
- 27 ottobre - Matthew Baillie, medico e patologo britannico († 1823)
- 27 ottobre - Giovanni Antonio Giobert, chimico italiano († 1834)
- 28 ottobre - August Johann Georg Karl Batsch, botanico e medico tedesco († 1802)
- 31 ottobre - Armand-Désiré d'Aiguillon, politico e nobile francese († 1800)
- 31 ottobre - Rutger Jan Schimmelpenninck, politico olandese († 1825)

### Novembre
- 1º novembre - Angelo Anelli, librettista e scrittore italiano († 1820)
- 4 novembre - Bertrand Andrieu, medaglista francese († 1822)
- 11 novembre - Filippo Buonarroti, rivoluzionario e politico italiano († 1837)
- 13 novembre - John Moore, generale britannico († 1809)
- 16 novembre - Giuseppe Manetti, architetto e botanico italiano († 1817)
- 20 novembre - Felice Borroni, imprenditore e filantropo italiano († 1840)
- 20 novembre - Papa Pio VIII, papa, vescovo cattolico e cardinale italiano († 1830)
- 21 novembre - Dorothea Jordan, attrice teatrale inglese († 1816)
- 23 novembre - Ignazio Clemente Delgado, vescovo cattolico e missionario spagnolo († 1838)
- 26 novembre - Gian Carlo Brignole, politico italiano († 1849)
- 26 novembre - Donato Tommasi, giurista e politico italiano († 1831)
- 27 novembre - Julien Marie Cosmao-Kerjulien, ammiraglio francese († 1825)
- 28 novembre - Samuel Elisée von Bridel-Brideri, botanico svizzero († 1828)
- 30 novembre - Smithson Tennant, chimico inglese († 1815)

### Dicembre
- 1º dicembre - Jean-Baptiste Lepère, architetto francese († 1844)
- 1º dicembre - Marie Tussaud, scultrice francese († 1850)
- 1º dicembre - Andrea Valiante, militare e rivoluzionario italiano († 1829)
- 2 dicembre - Louis Nicolas Robert, inventore francese († 1828)
- 4 dicembre - Jean-Louis Laya, drammaturgo e critico letterario francese († 1833)
- 5 dicembre - Joseph L'Espine, militare francese († 1826)
- 7 dicembre - Wilhelm Gottlieb Tennemann, storico della filosofia tedesco († 1819)
- 11 dicembre - Gian Domenico Romagnosi, giurista, filosofo e economista italiano († 1835)
- 24 dicembre - Michael Andreas Barclay de Tolly, feldmaresciallo russo († 1818)
- 24 dicembre - Daniello Berlinghieri, politico e ambasciatore italiano († 1838)
- 24 dicembre - Jean-Louis Pons, astronomo francese († 1831)
- 24 dicembre - Selim III, sultano ottomano († 1808)
- 25 dicembre - Claudio Salvatore Balzari, pittore italiano († 1839)
- 25 dicembre - William Gregor, presbitero e mineralogista britannico († 1817)
- 27 dicembre - Guglielmo Federico di Württemberg, nobile († 1830)
- 29 dicembre - Louis de Sol de Grisolles, generale francese († 1836)

### Senza giorno specificato
- Gian Giacomo Albertolli, architetto svizzero († 1805)
- Antoine François Andréossy, generale francese († 1828)
- Dido Elizabeth Belle,  inglese († 1804)
- Robert Brooke, politico statunitense († 1799)
- Giuseppe Camporese, architetto italiano († 1822)
- Marie-Gabrielle Capet, pittrice francese († 1818)
- Niccolò Carlomagno, patriota italiano († 1799)
- Elizaveta Aleksandrovna Čerkasova, nobildonna russa († 1832)
- Giambattista Cimador, compositore e violinista italiano († 1805)
- Hedvig Ulrika De la Gardie, nobildonna svedese († 1832)
- Rose-Adélaïde Ducreux, pittrice e musicista francese († 1802)
- Halet Efendi, ambasciatore e politico ottomano († 1822)
- Robert Fagan, pittore e archeologo irlandese († 1816)
- Bartolomeo Giuliari, architetto italiano († 1842)
- Lorenzo Giustiniani, letterato italiano († 1824)
- Giuseppe Luigi Gonzaga, nobile e militare italiano († 1818)
- James Hall, geologo scozzese († 1832)
- Dominique Louis Antoine Klein, generale francese († 1845)
- Domenico Millelire, ufficiale italiano († 1827)
- Jean-Noël Lerebours, ottico francese († 1840)
- John Loring, militare e marinaio britannico († 1808)
- Pierre-Antoine Mongin, pittore e incisore francese († 1827)
- Antonio Paolo Negri, avvocato, politico e nobile italiano († 1836)
- Nikolaj Nikolaevič Novosel'cev, politico russo († 1838)
- Gaetano Ognibene, artista italiano († 1819)
- François Pajot, militare francese († 1795)
- Vasilij Vladimirovič Petrov, fisico russo († 1834)
- Pietro Pisani († 1837)
- André Rigaud, militare e politico haitiano († 1811)
- Jean-Joseph Rousseau, tenore francese († 1800)
- Giuseppe Santi, pittore italiano († 1825)
- Ekaterina Alekseevna Senjavina, nobildonna russa († 1784)
- Tomás de Suria, artista e esploratore spagnolo († 1844)
- François Adrien Toulan, militare francese († 1794)
- George Augustus Wallis, pittore inglese († 1847)
- Ekaterina von Engelhardt, nobildonna russa († 1829)

## Morti

### Gennaio
- 3 gennaio - Willem de Fesch, compositore e violinista olandese (n. 1687)
- 4 gennaio - Stephen Hales, botanico, chimico e teologo inglese (n. 1677)
- 10 gennaio - Edward Boscawen, ammiraglio e politico britannico (n. 1711)
- 14 gennaio - Sadāśivarāva Bhāū,  indiano (n. 1730)
- 16 gennaio - Giovanni Andrea Tria, filosofo, teologo e arcivescovo cattolico italiano (n. 1676)
- 18 gennaio - Carlo Giuseppe d'Asburgo-Lorena, nobile austriaco (n. 1745)
- 19 gennaio - Carlotta Aglaia di Borbone-Orléans, nobile francese (n. 1700)
- 23 gennaio - Alvaro Mendoza Caamaño y Sotomayor, cardinale spagnolo (n. 1671)
- 26 gennaio - Charles Louis Auguste Fouquet de Belle-Isle, generale e diplomatico francese (n. 1684)
- 28 gennaio - Francesco Feo, compositore italiano (n. 1691)
- 29 gennaio - Abdul Jalil Muazzam Shah di Johor, sovrano malese (n. 1738)

### Febbraio
- 6 febbraio - Clemente Augusto di Baviera, arcivescovo cattolico tedesco (n. 1700)
- 14 febbraio - Richard Annesley, VI conte di Anglesey, nobile e politico irlandese (n. 1693)
- 15 febbraio - Carlo Cecere, compositore e musicista italiano (n. 1706)
- 16 febbraio - Hyacinthe Collin de Vermont, pittore francese (n. 1693)
- 24 febbraio - Federico Guglielmo di Solms-Braunfels, nobile tedesco (n. 1696)

### Marzo
- 3 marzo - Jean Jodin, orologiaio svizzero
- 7 marzo - Antonio Palella, compositore e clavicembalista italiano (n. 1692)
- 11 marzo - Girolamo de Bardi, cardinale italiano (n. 1685)
- 20 marzo - Elizabeth Popham, nobildonna inglese
- 21 marzo - Pierre Fauchard, odontoiatra francese (n. 1678)
- 21 marzo - Ottone Hamerani, medaglista italiano (n. 1694)
- 21 marzo - Joseph Séguy, presbitero, abate e poeta francese (n. 1689)
- 22 marzo - Luigi di Borbone-Francia, principe francese (n. 1751)
- 25 marzo - Antonio Falangola, vescovo cattolico italiano (n. 1699)

### Aprile
- 7 aprile - Gabriele Valvassori, architetto italiano (n. 1683)
- 15 aprile - Archibald Campbell, III duca di Argyll, politico, avvocato e militare scozzese (n. 1682)
- 17 aprile - Thomas Bayes, matematico britannico (n. 1702)
- 30 aprile - Jean Duvivier, medaglista belga (n. 1687)

### Maggio
- 1º maggio - August Friedrich Müller, logico e filosofo tedesco (n. 1684)
- 13 maggio - Guglielmo d'Assia-Philippsthal-Barchfeld, nobile (n. 1692)
- 14 maggio - Giovanni Larber, botanico e medico italiano (n. 1703)
- 14 maggio - Thomas Simpson, matematico britannico (n. 1710)
- 16 maggio - Girolamo Tartarotti, abate, letterato e filosofo austriaco (n. 1706)
- 27 maggio - Domëne Moling, scultore austriaco (n. 1691)

### Giugno
- 1º giugno - Jean-Nicolas Jadot, architetto francese (n. 1710)
- 1º giugno - Ana Maria de Lorena, nobildonna portoghese (n. 1691)
- 2 giugno - Jonas Alströmer, imprenditore svedese (n. 1685)
- 7 giugno - Giovanni Filippo Antonio San Martino, vescovo cattolico italiano (n. 1711)
- 12 giugno - Meinrad Spieß, compositore tedesco (n. 1683)
- 13 giugno - Giuseppe Agostino Orsi, cardinale e storico italiano (n. 1692)
- 22 giugno - Raniero d'Elci, cardinale e arcivescovo cattolico italiano (n. 1670)
- 23 giugno - Balaji Bajirao Peshwa,  indiano (n. 1720)
- 28 giugno - Luigi Carlo di Lorena, principe di Lambesc, nobile francese (n. 1725)
- 29 giugno - Elisabetta Albertina di Sassonia-Hildburghausen, principessa (n. 1713)

### Luglio
- 4 luglio - Samuel Richardson, scrittore inglese (n. 1689)
- 5 luglio - Domenico Silvio Passionei, cardinale e arcivescovo cattolico italiano (n. 1682)
- 13 luglio - Tokugawa Ieshige, militare giapponese (n. 1712)
- 24 luglio - Luigi Gualterio, cardinale e arcivescovo cattolico italiano (n. 1706)

### Agosto
- 8 agosto - Ivan Višnjakov, pittore russo (n. 1699)
- 9 agosto - Fortunato Tamburini, cardinale italiano (n. 1683)
- 18 agosto - François Gaspard Balthazar Adam, scultore francese (n. 1710)
- 25 agosto - Giuseppe Aurelio di Gennaro, avvocato, giurista e poeta italiano (n. 1701)
- 29 agosto - Nicola Terzago, vescovo cattolico italiano (n. 1679)
- 30 agosto - Joseph Dominick von Lamberg, cardinale e vescovo cattolico austriaco (n. 1680)

### Settembre
- 17 settembre - Georg Matthias Bose, scienziato tedesco (n. 1710)
- 19 settembre - Pieter van Musschenbroek, fisico olandese (n. 1692)
- 21 settembre - Gabriele Malagrida, gesuita e missionario italiano (n. 1689)
- 26 settembre - Martyn Petrovič Španberg, navigatore e esploratore russo (n. 1696)

### Ottobre
- 13 ottobre - Gabriele Manfredi, matematico italiano (n. 1681)
- 19 ottobre - Federico Carlo di Schleswig-Holstein-Sonderburg-Plön, principe danese (n. 1706)
- 22 ottobre - Luigi Giorgio di Baden-Baden, sovrano tedesco (n. 1702)
- 24 ottobre - Franz Anton Pilgram, architetto austriaco (n. 1699)
- 25 ottobre - Gioacchino Conti, cantante italiano (n. 1714)
- 27 ottobre - Carlo Lodoli, religioso e teorico dell'architettura italiano (n. 1690)

### Novembre
- 2 novembre - Ekaterina Dmitrievna Golicyna, nobildonna russa (n. 1720)
- 13 novembre - Jean-Baptiste Sauvé de La Noue, attore teatrale e commediografo francese (n. 1701)
- 15 novembre - Massimo II Hakim, vescovo cattolico e patriarca cattolico siriano (n. 1689)
- 15 novembre - Louis de la Corne, militare francese (n. 1703)
- 15 novembre - Giovanni Poleni, matematico, fisico e ingegnere italiano (n. 1683)
- 19 novembre - Noël-Antoine Pluche, scrittore e naturalista francese (n. 1688)
- 21 novembre - Charles Holmes, ammiraglio e politico inglese (n. 1711)
- 30 novembre - John Dollond, astronomo inglese (n. 1706)

### Dicembre
- 8 dicembre - Bartolomeo Bolli, architetto italiano (n. 1703)
- 8 dicembre - Federico Sanvitale, matematico e gesuita italiano (n. 1704)
- 14 dicembre - Jacinto Canek, rivoluzionario maya
- 14 dicembre - Carlo Federico II di Württemberg-Oels, generale prussiano (n. 1690)
- 21 dicembre - Antonio Guidi di Bagno, vescovo cattolico italiano (n. 1683)
- 21 dicembre - Joshua Ward, medico inglese (n. 1685)
- 25 dicembre - Dorotea di Schleswig-Holstein-Sonderburg-Beck, principessa danese (n. 1685)

### Senza giorno specificato
- Anastasio della Croce, teologo tedesco (n. 1706)
- Tarabai Bhosale, sovrana indiana (n. 1675)
- Castruccio Bonamici, letterato italiano (n. 1710)
- Giuseppe Mattia Borgnis, pittore italiano (n. 1701)
- Ruggero Calbi, medico e poeta italiano (n. 1683)
- Maria Giovanna Clementi, pittrice italiana (n. 1692)
- Pietro Galleano, scultore italiano (n. 1687)
- Ibrahim Khan Gardi, generale indiano
- Noro Genjō, botanico e medico giapponese (n. 1693)
- Anton Joseph von Prenner, pittore e disegnatore austriaco (n. 1698)
- Giuseppe Giovanni Provana di Collegno, politico italiano
- Giuseppe Richa, gesuita e scrittore italiano (n. 1693)
- Gaetano Volpi, religioso, editore e scrittore italiano (n. 1689)
- Jacques de Lajoüe, pittore francese (n. 1686)
- Yirmisekizzade Mehmed Said Pascià, politico e ambasciatore ottomano
- Seyyid Abdullah Pascià, politico ottomano

## Calendario
| Calendario 1761 | Calendario 1761 | Calendario 1761 | Calendario 1761 | Calendario 1761 | Calendario 1761 | Calendario 1761 | Calendario 1761 | Calendario 1761 | Calendario 1761 | Calendario 1761 | Calendario 1761 | Calendario 1761 | Calendario 1761 | Calendario 1761 | Calendario 1761 | Calendario 1761 | Calendario 1761 | Calendario 1761 | Calendario 1761 | Calendario 1761 | Calendario 1761 | Calendario 1761 | Calendario 1761 | Calendario 1761 | Calendario 1761 | Calendario 1761 | Calendario 1761 | Calendario 1761 | Calendario 1761 | Calendario 1761 | Calendario 1761 | Calendario 1761 |
| --------------- | --------------- | --------------- | --------------- | --------------- | --------------- | --------------- | --------------- | --------------- | --------------- | --------------- | --------------- | --------------- | --------------- | --------------- | --------------- | --------------- | --------------- | --------------- | --------------- | --------------- | --------------- | --------------- | --------------- | --------------- | --------------- | --------------- | --------------- | --------------- | --------------- | --------------- | --------------- | --------------- |
|                 | 1               | 2               | 3               | 4               | 5               | 6               | 7               | 8               | 9               | 10              | 11              | 12              | 13              | 14              | 15              | 16              | 17              | 18              | 19              | 20              | 21              | 22              | 23              | 24              | 25              | 26              | 27              | 28              | 29              | 30              | 31              |                 |
| Gennaio         | Gi              | Ve              | Sa              | Do              | Lu              | Ma              | Me              | Gi              | Ve              | Sa              | Do              | Lu              | Ma              | Me              | Gi              | Ve              | Sa              | Do              | Lu              | Ma              | Me              | Gi              | Ve              | Sa              | Do              | Lu              | Ma              | Me              | Gi              | Ve              | Sa              |                 |
| Febbraio        | Do              | Lu              | Ma              | Me              | Gi              | Ve              | Sa              | Do              | Lu              | Ma              | Me              | Gi              | Ve              | Sa              | Do              | Lu              | Ma              | Me              | Gi              | Ve              | Sa              | Do              | Lu              | Ma              | Me              | Gi              | Ve              | Sa              |                 |                 |                 |                 |
| Marzo           | Do              | Lu              | Ma              | Me              | Gi              | Ve              | Sa              | Do              | Lu              | Ma              | Me              | Gi              | Ve              | Sa              | Do              | Lu              | Ma              | Me              | Gi              | Ve              | Sa              | Do              | Lu              | Ma              | Me              | Gi              | Ve              | Sa              | Do              | Lu              | Ma              |                 |
| Aprile          | Me              | Gi              | Ve              | Sa              | Do              | Lu              | Ma              | Me              | Gi              | Ve              | Sa              | Do              | Lu              | Ma              | Me              | Gi              | Ve              | Sa              | Do              | Lu              | Ma              | Me              | Gi              | Ve              | Sa              | Do              | Lu              | Ma              | Me              | Gi              |                 |                 |
| Maggio          | Ve              | Sa              | Do              | Lu              | Ma              | Me              | Gi              | Ve              | Sa              | Do              | Lu              | Ma              | Me              | Gi              | Ve              | Sa              | Do              | Lu              | Ma              | Me              | Gi              | Ve              | Sa              | Do              | Lu              | Ma              | Me              | Gi              | Ve              | Sa              | Do              |                 |
| Giugno          | Lu              | Ma              | Me              | Gi              | Ve              | Sa              | Do              | Lu              | Ma              | Me              | Gi              | Ve              | Sa              | Do              | Lu              | Ma              | Me              | Gi              | Ve              | Sa              | Do              | Lu              | Ma              | Me              | Gi              | Ve              | Sa              | Do              | Lu              | Ma              |                 |                 |
| Luglio          | Me              | Gi              | Ve              | Sa              | Do              | Lu              | Ma              | Me              | Gi              | Ve              | Sa              | Do              | Lu              | Ma              | Me              | Gi              | Ve              | Sa              | Do              | Lu              | Ma              | Me              | Gi              | Ve              | Sa              | Do              | Lu              | Ma              | Me              | Gi              | Ve              |                 |
| Agosto          | Sa              | Do              | Lu              | Ma              | Me              | Gi              | Ve              | Sa              | Do              | Lu              | Ma              | Me              | Gi              | Ve              | Sa              | Do              | Lu              | Ma              | Me              | Gi              | Ve              | Sa              | Do              | Lu              | Ma              | Me              | Gi              | Ve              | Sa              | Do              | Lu              |                 |
| Settembre       | Ma              | Me              | Gi              | Ve              | Sa              | Do              | Lu              | Ma              | Me              | Gi              | Ve              | Sa              | Do              | Lu              | Ma              | Me              | Gi              | Ve              | Sa              | Do              | Lu              | Ma              | Me              | Gi              | Ve              | Sa              | Do              | Lu              | Ma              | Me              |                 |                 |
| Ottobre         | Gi              | Ve              | Sa              | Do              | Lu              | Ma              | Me              | Gi              | Ve              | Sa              | Do              | Lu              | Ma              | Me              | Gi              | Ve              | Sa              | Do              | Lu              | Ma              | Me              | Gi              | Ve              | Sa              | Do              | Lu              | Ma              | Me              | Gi              | Ve              | Sa              |                 |
| Novembre        | Do              | Lu              | Ma              | Me              | Gi              | Ve              | Sa              | Do              | Lu              | Ma              | Me              | Gi              | Ve              | Sa              | Do              | Lu              | Ma              | Me              | Gi              | Ve              | Sa              | Do              | Lu              | Ma              | Me              | Gi              | Ve              | Sa              | Do              | Lu              |                 |                 |
| Dicembre        | Ma              | Me              | Gi              | Ve              | Sa              | Do              | Lu              | Ma              | Me              | Gi              | Ve              | Sa              | Do              | Lu              | Ma              | Me              | Gi              | Ve              | Sa              | Do              | Lu              | Ma              | Me              | Gi              | Ve              | Sa              | Do              | Lu              | Ma              | Me              | Gi              |                 |